# عربی سوری
عربی سوری شاخه‌ای از عربی شامی است که بین بیشتر مردم سوریه رواج دارد. این گویش در غرب سوریه تکلم می‌شود و گویش مردم شرق این کشور شاخه‌ای از عربی عراقی است. به دلیل پیوند عربی سوری با گویش‌های همسایه در تمامی منطقهٔ شام، گویش سوری را می‌توان در گویش شرقی (که با نام عربی شامی نیز شناخته می‌شود) طبقه‌بندی کرد. همچنین، شباهت بین گویش سوریه و گویش‌هایی که در برخی مناطق لبنان، اردن و فلسطین گسترش یافته‌است، به ویژه نابلس (که به آن دمشق کوچک گفته می‌شود) باعث شده‌است تا یک یکپارچگی بین این گویش‌ها در نظر گرفته شود. می‌توان گفت که سوریه، لبنان، فلسطین و اردن یک واحد یکپارچهٔ فرهنگی و اجتماعی را تشکیل می‌دهند و ارتباط زبانی بین ساکنان آن‌ها آسان است.
عربی سوری دارای وام‌واژگان بسیاری از زبان‌های آرامی و سریانی است. این گویش تحت تأثیر ترکی استانبولی و فرانسوی نیز قرار گرفته‌است و بنا به گفتهٔ عیسی معلوف، حدود ۶۰۰ واژهٔ ترکی در آن وجود دارد. علاوه بر کاربرد آن در ارتباطات روزمره، گویش سوری در برخی جنبه‌های هنری و رسانه‌ای (ترانه‌ها، فیلم‌ها، سریال‌ها و شعرها) مورد استفاده قرار می‌گیرد، گرچه آموزش داده نمی‌شود و وضعیت رسمی ندارد.

## وام‌واژه‌ها
نمونه‌هایی از وام‌واژه‌های سریانی در عربی سوری به شرح زیرند:
| عربی         | سریانی   | سوری      |
| ------------ | -------- | --------- |
| رمی          | شلف      | شلف       |
| ماء          | مایو/می  | مای       |
| ید           | إیدِ      | إیدْ/ید    |
| خارج         | بار      | برّا       |
| داخل         | جاو      | جوّا/داخل  |
| متی؟         | إیمت؟    | إیمتا/متی |
| حارس         | نوطور    | ناطور     |
| نعم!         | إیه/إن!  | إیه!      |
| هذه          | هودیه    | هَای       |
| هؤلاء        | هولن     | هَذول      |
| عائلة/آل     | بیت/بیث  | بیت       |
| منزل/دار/بیت | بیت/بیث  | بیت/دار   |
| غبی          | غوشمو    | غشیم      |
| أیضًا أیضًا!   | أوف أوف! | أوف أوف!  |
| انظر/للإشارة | لیک/لیکا | لیک/شوف   |